# Volling Sogn
Volling Sogn er et sogn i Salling Provsti (Viborg Stift).
I 1800-tallet var Volling Sogn anneks til Balling Sogn. Balling hørte til Rødding Herred, Volling til Hindborg Herred, begge i Viborg Amt. Balling-Volling sognekommune blev ved kommunalreformen i 1970 indlemmet i Spøttrup Kommune, som ved strukturreformen i 2007 indgik i Skive Kommune.
I Volling Sogn ligger Volling Kirke.
I sognet findes følgende autoriserede stednavne:
- Refsgårde (bebyggelse, ejerlav)
- Volling (bebyggelse, ejerlav)
- Volling Sønderby (bebyggelse)
- Volling Vesterby (bebyggelse)
- Volling Østerby (bebyggelse)